# Euophrys longyangensis
Euophrys longyangensis es una especie de araña saltarina del género Euophrys, familia Salticidae. Fue descrita científicamente por Lei y Peng en 2012.
Habita en China.